# Hrovača
Hrovača je gručasto naselje z okoli 400 prebivalci v Občini Ribnica. Leži na ribniškem polju jugozahodno od Ribnice, s katrero tvori sklenjeno poselitveno celoto, ob ocepu ceste v Otavice. Skupina hiš »Mala Horvača« stoji ob glavni cesti Ljubljana - Kočevje.
Na glavnem vaškem trgu se nahaja Škrabčeva domačija z muzejem bivanske kulture konca 19. in začetka 20. stoletja. V njej je bila 17. marca 1915 rojena učiteljica in mučenka Ivanka Škrabec Novak (1915–1942). Na robu vasi stoji cerkev Svete Trojice s pokopališčem zgrajena leta 1909.
V Hrovači deluje vaško turistično-etnološko društvo, ki večkrat letno prireja prireditve, v katerih obujajo tradicionalne običaje.
Vas Hrovača je z dobro ohranjeno tradicionalno arhitekturo in starim vaškim jedrom prepričala Turistično zvezo Slovenije, da ji je podelila priznanje najlepše slovenske vasi.